# Catherine Noël Worlee
Noël Catherine Verlée encore nommée Catherine Noël Worlee (parfois Werlée) est née à Tranquebar (ou Trinquebar) aux Indes danoises, près de Pondichéry, le 21 novembre 1762 et morte à Paris le 10 décembre 1834. Elle épousa en secondes noces son amant Charles-Maurice de Talleyrand-Périgord, diplomate et homme politique français, prince souverain de Bénévent, qui joua un rôle important pendant la période révolutionnaire, le Premier Empire, la Restauration et la monarchie de Juillet.
Très tôt remarquée pour sa beauté, elle épouse en 1777 un négociant naturalisé anglais du nom de George-François Grand, officier de la Compagnie des Indes. Venue en Europe dès 1780, elle s'attire les faveurs de notables fortunés ou puissants personnages en France et en Angleterre.
Son premier mariage dissous, elle épouse en 1802, le ministre des Relations extérieures Charles-Maurice de Talleyrand-Périgord dont elle est la maîtresse depuis 1797. Elle tient un salon couru sous le premier empire français, au château de Valençay et en l'hôtel Saint-Florentin à Paris.
Séparée du Prince en 1816, un temps exilée, elle finit par se retirer à Paris, recevant avec moins de succès en son hôtel de la rue de Lille, où elle meurt sans postérité.
Connue d'abord comme Madame Grand du nom de son premier époux, puis Madame de Talleyrand-Périgord, ensuite Son Altesse Sérénissime la Princesse de Bénévent, elle reste enfin pour l'histoire l'unique Princesse de Talleyrand.

## Les origines (1762-1797)

### Née dans une famille créole d'ascendance bretonne
Noël Catherine Verlée est « créole », c'est-à-dire dans la langue de son époque, issue d'une famille européenne et née aux Indes, comme on désigne alors, aussi bien, à l'Orient les terres de l'Inde et de l'Asie du Sud-Est et, à l'Occident celles des Antilles.
Son père, Jean-Pierre Verlée est né à Port-Louis dans le diocèse de Vannes, en 1724. Entré dans la Marine, il fait souche aux Indes orientales françaises et termine sa carrière capitaine de port à Chandernagor, où il décède le 18 mai 1786, titulaire de la croix de Chevalier de l'Ordre de Saint-Louis.
Veuf après une première union qui lui avait donné deux filles, il épouse en secondes noces le 17 avril 1758 à Pondichéry, Laurence Alleigne, née en 1744 et décédée le 11 Brumaire An XI (2 novembre 1803) à Paris, elle-même issue d'une famille créole des Indes françaises.
Noël Catherine Verlée, née le 21 novembre 1762, est la deuxième fille issue de cette seconde union. « Elle était grande et avait toute la souplesse et la grâce si communes aux femmes nées en Orient », écrit à son sujet Madame de Rémusat dans ses Mémoires. Son portrait peint en 1783 par Élisabeth Vigée Le Brun, alors qu'elle est âgée de 20 ans, en témoigne.

### Parvenue de l'Inde coloniale aux salons parisiens
Noël Catherine Verlée se marie en premières noces, le 10 juillet 1777 à Chandernagor (Indes françaises) avec Georges-François Grand, né à Genève dans une famille huguenote française, naturalisé anglais pour rentrer au service de la Compagnie anglaise des Indes. Le couple s'établit à Calcutta, mais quelque temps plus tard, les rumeurs d'une liaison amoureuse de Catherine avec un officier irlandais, Sir Philip Francis, amène Georges-François Grand à reconduire son épouse à Chandernagor, avant de la renvoyer en Europe par bateau. Elle embarque ainsi le 7 décembre 1780.
Après un séjour londonien, au cours duquel elle retient l'attention successive de deux riches anglais qui lui versent une rente, Madame Grand s'établit à Paris, en 1782. Elle devient rapidement une figure des salons littéraires parisiens, courtisée autant que courtisane. Elle se lie ainsi avec le baron de Frénilly. Élisabeth Vigée Le Brun, la célèbre portraitiste de la famille royale, peintre favori de la reine Marie-Antoinette, fait d’elle un portrait à l'huile. Ce tableau est exposé au salon de peinture de Paris de l'année 1783. Elle est la familière de plusieurs banquiers ou hommes d'affaires, comme Philippe Rilliet-Plantamour (Genève 1757- Paris 1845), Louis Monneron ou Valdec de Lessart, contrôleur général des finances en 1790.
Elle s'adonne en ces années 1797-1800 à des activités de renseignement pour le gouvernement anglais.

## Les jours de gloire (1798-1816)

### Épouse de ministre: le mariage avec Talleyrand-Périgord, évêque
Noël Catherine Verlée a divorcé le 18 germinal an VI (7 avril 1798) à Paris, de Georges-François Grand. Le 23 Fructidor an X (10 septembre 1802) à Paris, elle épouse en secondes noces, Charles-Maurice de Talleyrand-Périgord (1754-1838) qu'elle connait depuis trois ans. Talleyrand est alors ministre des Relations extérieures depuis le 11 juillet 1797, nommé sous le Directoire; puis après un intermède entre le 10 juillet 1799 et 22 novembre 1799, il est de nouveau à ce poste sous le Consulat. Napoléon Bonaparte, Premier Consul, exige soit la séparation, soit le mariage car, Talleyrand, héritier d'une grande famille, est certes un diplomate de premier plan, mais n'en est pas moins prêtre ordonné le 18 septembre 1779, sacré le 4 janvier 1789 évêque et ancien titulaire de l'évêché d'Autun. Talleyrand décide de se marier, car il est très épris de celle qui semble lui avoir révélé les grâces de l'amour charnel. Le prude Mathieu Molé dit de cette relation : « Le pouvoir qu’elle avait sur lui avait cela de repoussant qu’on ne pouvait lui assigner que la plus charnelle origine. »
À grand renfort de diplomatie, le 29 juin 1802, un bref du Pape Pie VII autorise Talleyrand au port des habits civils des laïcs, à la communion laïque et à l'exercice de ses fonctions publiques, mais ne le réduit pas à l’état laïc, du fait de son sacre épiscopal. Talleyrand qui s'est pourtant entremis en ce sens, ne reçoit pas l’autorisation papale de se marier. Pourtant le 2 fructidor an X (20 août 1802), les Consuls de la République enregistrent le bref de façon ambiguë, en faisant du retour de l'évêque Talleyrand à la communion laïque dans l'Église, une sécularisation et une réduction à l'état de laïc. Le mariage civil est célébré le 10 septembre 1802 à l'Hospice des Incurables, rue de Verneuil à Paris. Le contrat de mariage est signé devant deux notaires et contresigné par les deux frères de Talleyrand, Archambaud et Boson, par le Premier consul Napoléon Bonaparte et son épouse Joséphine, par les deux autres consuls Cambacérès et Lebrun et par Hugues-Bernard Maret. Les témoins du mariage sont Pierre-Louis Roederer, Étienne Eustache Bruix, Pierre Riel de Beurnonville, Maximilien Radix de Sainte-Foix et Karl Heinrich Otto de Nassau-Siegen.
Talleyrand étant toujours considéré comme évêque par l'Église (sacre du 4 janvier 1789), ce mariage n'avait pas de valeur canonique. Malgré cela, plusieurs mémorialistes affirment qu'en outre, une bénédiction nuptiale fut donnée aux époux par l'abbé Jean-Nicolas Pourez, prêtre constitutionnel d'Épinay-sur-Seine, soit en son église Saint-Médard d'Épinay-sur-Seine, soit à Paris en la chapelle des Missions étrangères, voisine de l'hôtel de Galliffet, où le ministre des Relations extérieures Talleyrand réside.

### Princesse: une figure du Tout-Paris, châtelaine à Valençay

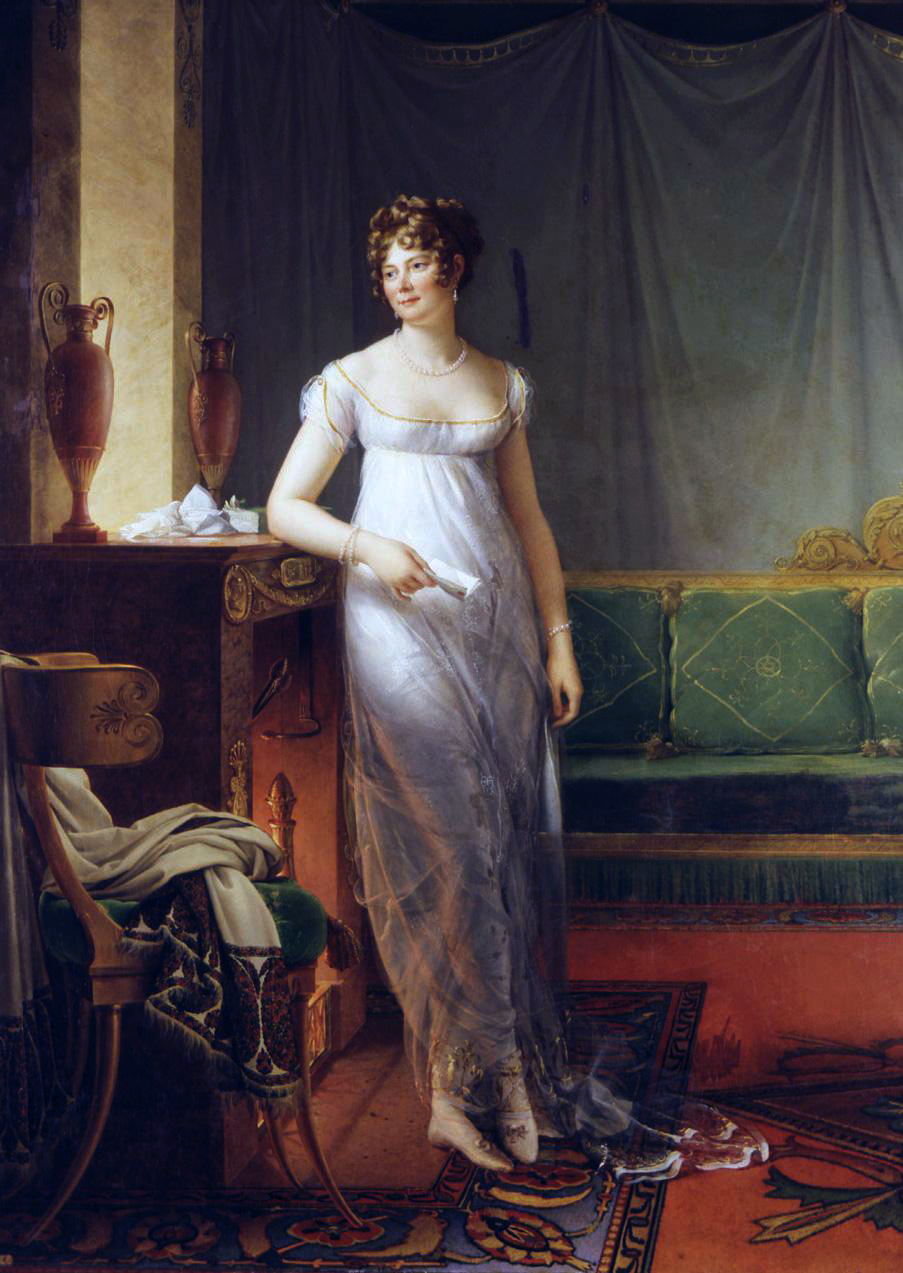
Madame de Talleyrand-Périgord, bientôt S.A.S. la Princesse de Bénévent, future Princesse de Talleyrand, peinte vers 1805 par le (futur) Baron Gérard

Le 5 juin 1806, l'empereur Napoléon fait Talleyrand prince de Bénévent. L'ex-madame Grand devient ainsi, par son mariage avec Charles-Maurice, « Son Altesse Sérénissime la princesse de Bénévent ». À ceux qui viennent le féliciter, le nouveau prince répond, dit-on : « Allez donc féliciter madame de Talleyrand, les femmes sont toujours très fières de devenir princesse. » Plus tard, Louis XVIII, restauré sur le trône de France après l'abdication le 14 avril 1814 de Napoléon, nomme le 4 juin 1814, Talleyrand qui lui a fait allégeance, pair de France avec le titre de « prince de Talleyrand ». Catherine, son épouse, sera désormais connue comme la « princesse de Talleyrand », titre qu'elle portera jusqu'à sa mort.
Catherine, princesse de Talleyrand, est une figure du Tout-Paris impérial et les méchantes langues disent alors qu'elle est la femme la plus stupide de Paris. D'aucuns l'ont rendue célèbre pour avoir dit beaucoup de « bêtises », dont le fameux : « Je suis d'Inde », vraisemblablement apocryphe. De nombreuses gaffes publiques lui sont prêtées, ce qui amuse l'empereur Napoléon. Ses contemporains disent d'elle que « c'était la Belle et la Bête réunies en une seule personne ».

Mais peut être, tout cela a-t-il été exagéré dans le but de nuire à Talleyrand. Ce dernier l'avait certes décrite à Barras dans une lettre datée du 23 mars 1798 en ces termes : 
« C’est la personne du monde la plus éloignée et la plus incapable de se mêler d’aucune affaire ; c’est une indienne bien belle, bien paresseuse, la plus désoccupée de toutes les femmes que j’ai jamais rencontrées (…). Je l’aime et je vous atteste à vous, d’homme à homme, que de sa vie elle ne s’est mêlée et n’est en état de se mêler d’aucune affaire. C’est une véritable Indienne, et vous savez à quel degré cette espèce de femme est loin de toute intrigue. »
 Mais par ce courrier, il s'employait alors à la disculper d'avoir comploté avec des émigrés à Londres, plus qu'il ne voulait la dépeindre pour sotte. D'ailleurs, Madame de Chastenay écrit dans ses Mémoires: 
« Elle était très belle et je n’ai jamais rien entendu sortir de sa bouche qui ressembla aux propos vides de sens que l’on se plaisait à lui prêter. Jamais elle n’a proféré devant moi une seule phrase de mauvais ton, jamais elle n’a dit un mot qu’on pût qualifier de bêtise. »

Catherine participe dès sa rencontre avec Talleyrand à la brillante vie parisienne qu'il mène. Cette présence à ses côtés est l'une des causes de la nécessité des noces avec Talleyrand. Ainsi, Talleyrand mène en parallèle de sa vie publique, une vie de couple officielle à l'hôtel de Galliffet, siège du ministère des Relations extérieures que Talleyrand occupe jusqu'en 1807, 

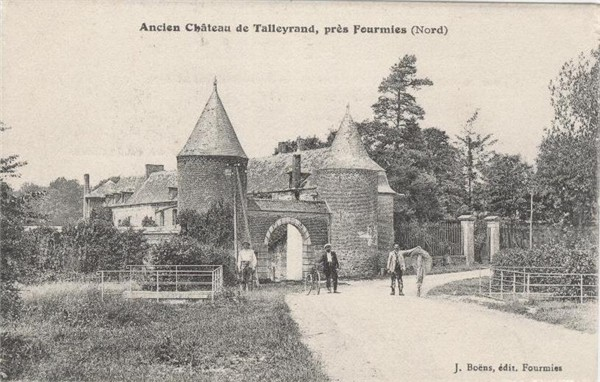
Vue ancienne de l'entrée de la propriété de Madame de Talleyrand-Périgord à Pont-de-Sains (Nord).

 à Pont-de-Sains où Catherine se voit offrir, avant même leurs noces, une terre avec une ancienne maison de maître des forges, agrandie à plusieurs reprises par Talleyrand. Puis dès 1803, la vie mondaine du couple se déroule aussi au château de Valençay et dans les divers hôtels parisiens occupés par Talleyrand après son ministère, dont pour finir à partir de 1812 à l'hôtel de la rue Saint-Florentin.

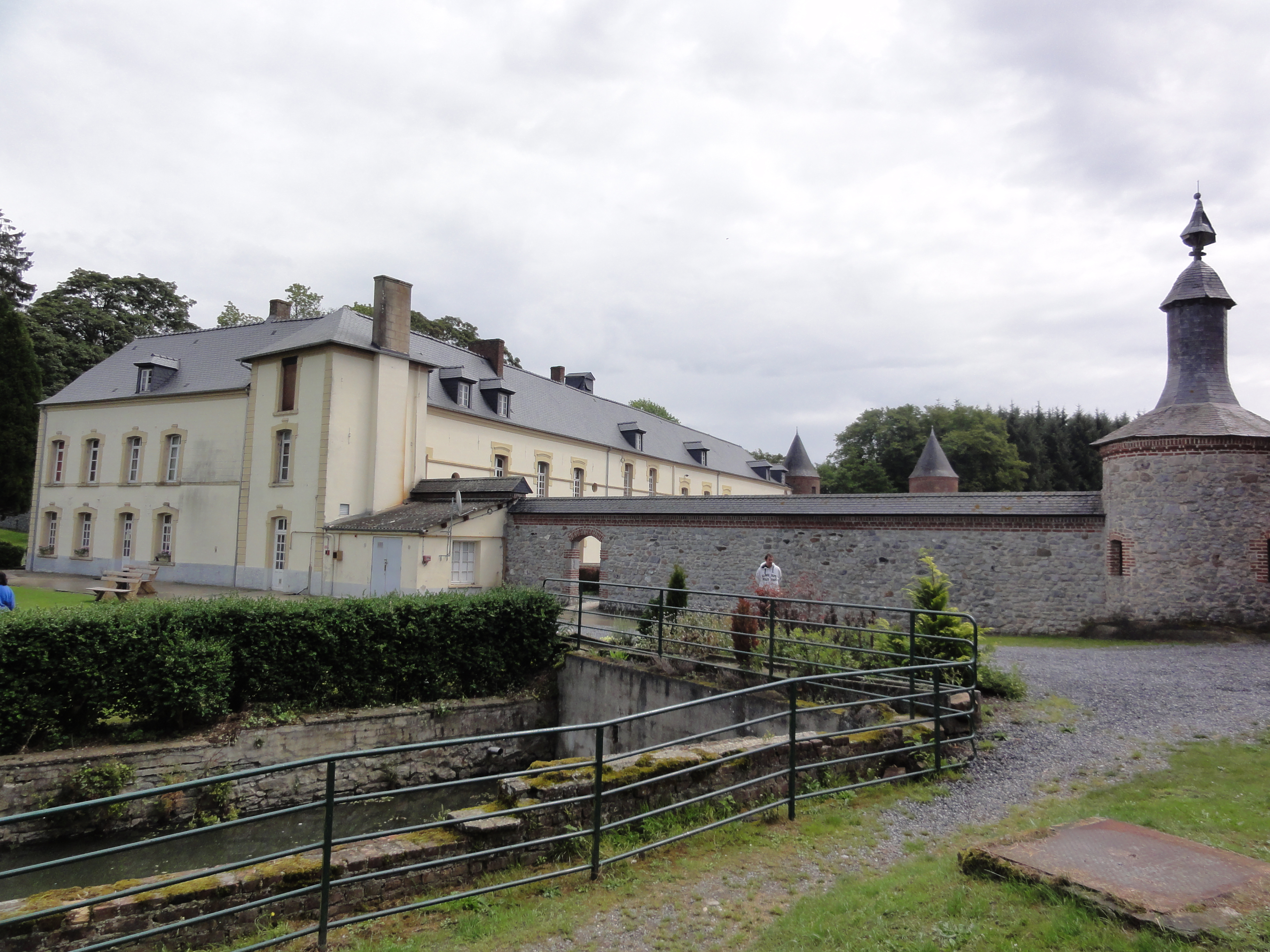
château de Pont-de-Sains (Nord), offert à Catherine Noël Worlee par son futur époux Talleyrand.

Le château de Valençay est, entre 1808 et 1812, le théâtre des talents d'hospitalité de Catherine alors princesse de Bénévent. Ferdinand, fils du roi d'Espagne Charles IV, ayant abdiqué à la suite du soulèvement d'Aranjuez, et de la reine Marie-Louise, y est en effet assigné à résidence par l'empereur avec son frère Charles, infant d'Espagne, et leur oncle Antoine, frère du roi déchu. Celui-ci a décrit la mission qu'il confie à Talleyrand, alors en disgrâce, en ces termes : 
« Je désire (…) que vous fassiez tout ce qui sera possible pour les amuser (…). Vous pourriez y amener Mme de Talleyrand avec quatre ou cinq femmes. Si le prince des Asturies s’attachait à quelque jolie femme, cela n’aurait aucun inconvénient, surtout si on en était sûr. »
 En signe de gratitude, la princesse de Talleyrand est reçue quinze ans plus tard, le 23 janvier 1825, dans l'ordre royal des Dames nobles de la reine Marie-Louise d'Espagne. Elle demande et obtient du roi Charles X l'autorisation de porter les insignes de cet ordre en France.

## Les ombres d'une vie (1817-1834)

### Une vie presque de famille avec Talleyrand, son époux
Cette très élégante et luxueuse vie sociale du couple se double d'une singulière vie de famille. En effet dès 1803, le couple vit avec une jeune fille prénommée Charlotte âgée alors d'environ cinq ou six ans.

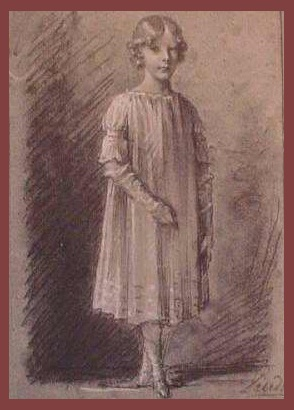
Mademoiselle Charlotte de Talleyrand-Périgord, dessinée par P.P. Prud'hon vers 1805

 Charles-Maurice de Talleyrand-Périgord s'emploie activement à reconstituer pour cette familière de sa Maison, un état civil. Charlotte qui vit depuis plus de quatre ans sous le toit du prince et de la princesse, est placée judiciairement sous la tutelle officieuse de Talleyrand depuis le 6 octobre 1807. Un conseil de famille est composé de six notables, amis de Talleyrand : le duc de Laval, le comte de Choiseul-Gouffier, Jaucourt, Dupont de Nemours, Dominique Bertrand et Dufresne Saint-Léon. Talleyrand obtient ensuite d'un prêtre catholique de Londres qu'il atteste avoir administré le 14 octobre 1799, le baptême à une prénommée Élisa Alix Sara, née le 4 octobre 1799 de parents prétendument inconnus. Le 30 août 1814, tous les membres du conseil de famille témoignent devant le juge de paix que Élisa Alix Sara est la même personne que Charlotte.
D'aucuns présentent Charlotte comme fille des futurs époux Talleyrand, née avant l'heure et vraisemblablement en août 1798, alors que Catherine Verlée épouse Grand n'a pu être divorcée que depuis le 7 avril 1798. Quant à l'enfant, elle a l'habitude d'être appelée et de signer Charlotte de Talleyrand : le compositeur Dussek qui est au service du prince à Valençay, lui dédie en 1809 plusieurs compositions en la nommant ainsi.

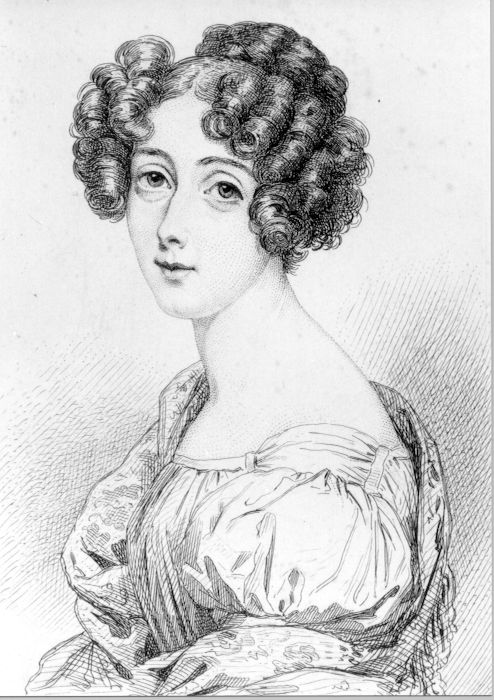
Portrait de Charlotte baronne de Talleyrand-Périgord, gravé par J. Massard d'après un tableau du Baron Gérard

 L'existence de cette enfant - à supposer exacte sa filiation putative - peut aussi être une autre cause de la nécessité des noces de Talleyrand avec Catherine. À défaut de reconnaissance, Charlotte est mariée, selon le souhait du Prince de Talleyrand, à son cousin germain, Alexandre-Daniel baron de Talleyrand-Périgord, autre manière de lui donner sa place dans la Maison de Talleyrand-Périgord. Mère de cinq enfants, dont deux morts en bas âge, épouse peu heureuse, elle reste proche de Catherine sa mère putative, la visitant jusqu'à sa mort en 1834. Ayant suivi son époux à Florence, elle s'y installe définitivement. Charlotte baronne de Talleyrand-Périgord meurt à Florence, le 22 janvier 1873 ayant toujours porté le nom de Talleyrand-Périgord, par usage puis par mariage.

### Encombrante épouse, jamais si loin des préoccupations du Prince
Du mariage, Talleyrand aurait dit qu'il « est une si belle chose qu'il faut y penser pendant toute sa vie », bien qu'il se soit résolu à convoler avec Catherine, pour tenir son rang dans sa vie publique ou pour faire face à la naissance de Charlotte. Le séjour forcé des princes espagnols au château de Valençay va causer la ruine de l'union de Catherine et Talleyrand. Ce dernier, peu flatté du rôle de geôlier des infants, laisse bientôt à Catherine princesse de Bénévent la charge d'être l'hôtesse de ceux-ci et de leur suite menée par, José Miguel de Carvajal-Vargas, duc de San Carlos. 

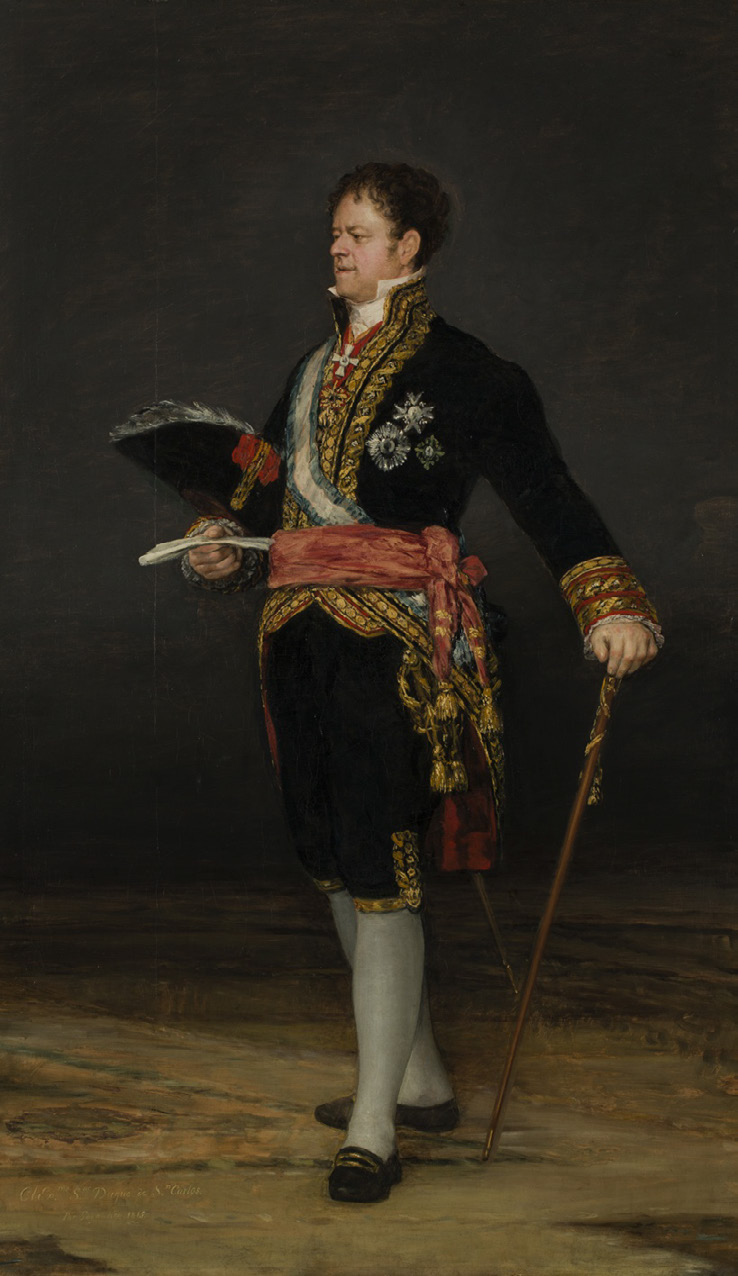
Portrait par Francisco de Goya de José Miguel de Carvajal-Vargas, 2e duc de San Carlos, amant de Catherine Verlée princesse de Bénévent, puis de Talleyrand

La princesse et le duc ont alors une liaison qui ne reste pas discrète puisque l'empereur Napoléon Ier interpelle Talleyrand en 1809, en ces termes : 
«  - Vous ne m’avez pas dit que le duc de San Carlos était l’amant de votre femme ! »
« - En effet, sire, je n’avais pas pensé que ce rapport pût intéresser la gloire de votre Majesté, ni la mienne. »
 Telle est la réponse de Talleyrand. L'Empereur ordonne l'éloignement de l'amant, mais la relation se poursuit. Talleyrand garde alors définitivement à distance sa femme qui ne paraît plus à ses côtés. Bientôt, sa vie diplomatique et ses intérêts familiaux le font se rapprocher de Anne Charlotte Dorothée de Medem, dernière épouse du Duc de Courlande, puis de sa fille Dorothée, mariée le 21 avril 1809 à son neveu Edmond futur duc de Dino. Celle-ci accompagne désormais le Prince jusqu'à sa mort.

Le 27 décembre 1816, le Prince de Talleyrand signe « sous le sceau de l'honneur », une convention de séparation amiable, assurant à Catherine désormais princesse de Talleyrand des ressources contre son exil à l'étranger. Elle finit par revenir à Paris, Talleyrand s'en accommodant. Il commente au décès le 27 septembre 1828 du duc de San Carlos, la fin de sa liaison de Catherine ainsi : 
« Le duc de San Carlos était l’amant de ma femme, il était homme d’honneur et lui donnait de bons conseils dont elle a besoin. Je ne sais pas maintenant dans quelles mains elle tombera. »
 Preuve est ainsi faite qu'à sa façon, Charles-Maurice de Talleyrand-Périgord se soucie encore de Catherine qui reste son épouse.

### Son décès en 1834: dernier souci du Prince de Talleyrand?
Durant les dernières années de sa vie, la princesse de Talleyrand habite au 80, rue de Lille à Paris où elle reçoit à sa table des écrivains anglais. L'académicien Viennet vient chez elle lire ses tragédies inédites. Tout cela laisse à penser qu'elle n'était ni si sotte ni si ignorante.
Elle meurt à son domicile parisien : 80, rue de Lille, le 10 décembre 1834, à l'âge de 72 ans. La déclaration du décès sur les registres de l'église Saint-Thomas-d'Aquin est ainsi rédigée :
« Le 12 décembre 1834 fut présenté à cette église le corps de Catherine, veuve de Georges François Grand, connue civilement comme princesse de Talleyrand, âgée de soixante-quatorze ans, décédée l'avant-dernière nuit, munie des sacrements de l'Église, au numéro 80 de la rue de Lille. Ses obsèques furent faites en présence de Mathieu-Pierre de Goussot et de Charles Demon (agent du prince), amis de la morte, qui ont signé avec nous. »
Thomas Raikes fils (1777-1848), banquier et célèbre mémorialiste anglais qui se trouve alors à Paris fait partie de ses familiers et est présent lors de son agonie et de son décès. Il a reproduit ce document dans son journal, ajoute gravement : « Il est curieux qu'après toutes les allusions diaboliques faites à Talleyrand, son agent principal s'appelle tout justement Demon. » Mais il fait cette autre remarque, moins saugrenue, que la forme même de la déclaration inscrite sur les registres de l'Église prouve combien Talleyrand avait le souci d'en finir avec son mariage. Il prépare déjà sa suprême réconciliation avec l'Église.
Un incident éclate au chevet du lit de la défunte. Les journaux de Paris n'en dirent rien mais le récit en fut publié par les journaux anglais. Durant son agonie, la princesse avait remis à l'archevêque de Paris une cassette pour une nièce de son mari, la duchesse d'Esclignac. Celle-ci s'étant présentée dans la chambre où la princesse de Talleyrand venait de mourir, l'archevêque s'acquitta de son mandat. Mais survint un agent du prince qui réclama la cassette. Une violente querelle s'éleva sur-le-champ. Un juge de paix dut intervenir.
Que contenait cette cassette, si l'incident relaté est exact ? Pouvait-il s'agir de papiers sur lesquels le prince de Talleyrand voulait remettre la main, telles des pièces relatives à Elisa-Alix-Sara, dite Charlotte ? L'affaire fut arrangée : la duchesse d'Esclignac reçut 200 000 francs en échange de la mystérieuse cassette.

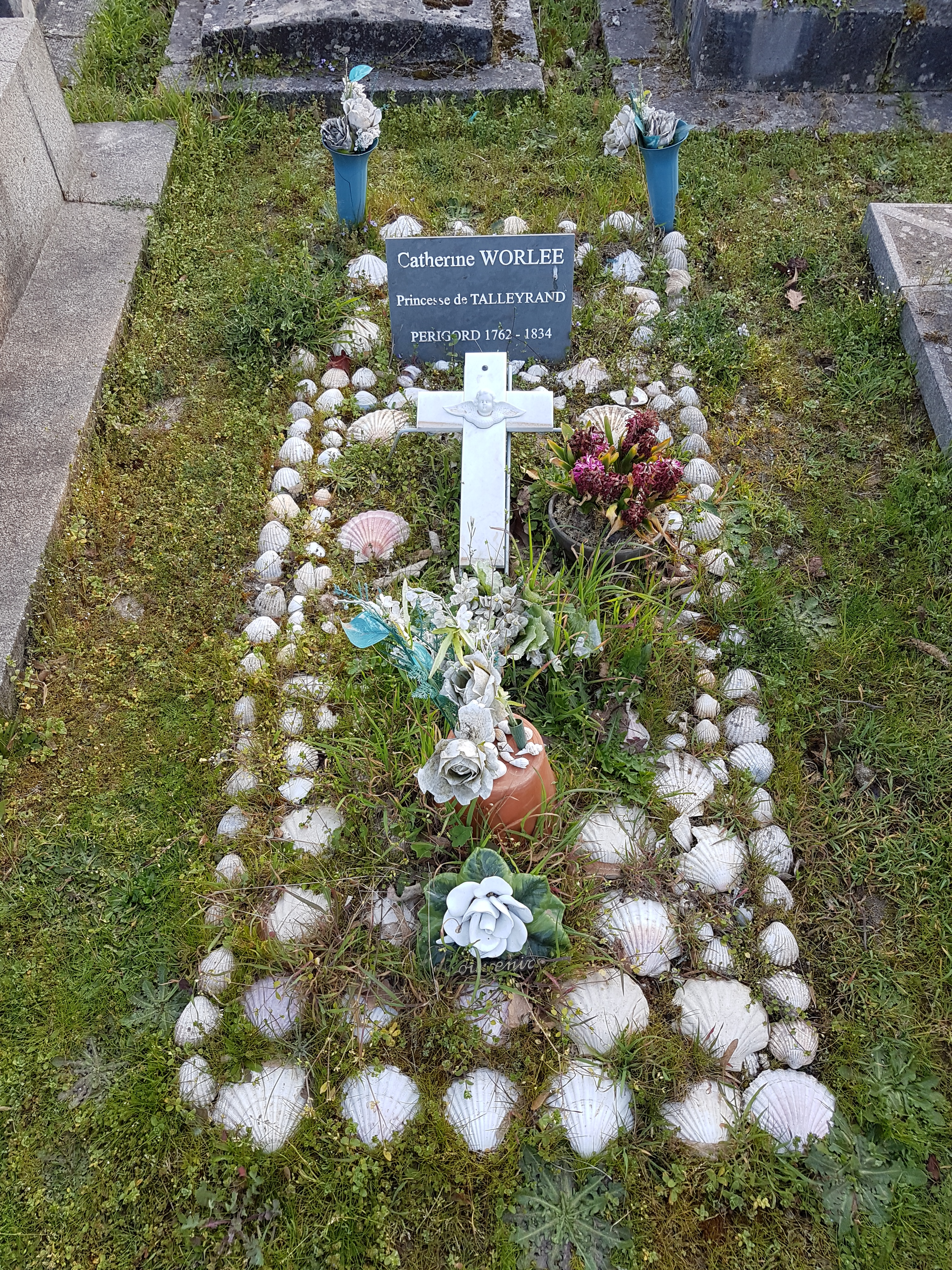
Sépulture au cimetière du Montparnasse.

On peut voir encore de nos jours l'emplacement de la tombe de Noël Catherine Verlée, princesse de Talleyrand, au cimetière du Montparnasse à Paris (2e division).